# 劉景辰
劉景辰（？—？），字紫星，號清源，廣東廣州府南海縣軍籍从化县人。明朝政治人物、進士出身。

## 生平
萬曆十六年（1588年）戊子科廣東鄉試解元，十七年（1589年）聯捷己丑科進士，初授行人司行人，二十一年擢云南道御史，立朝正色，条上用人简练诸事，皆禆军国大计。寻按陕蜀茶马，以釐剔为务，积玩尽祛。时西憂兵变，四镇合击，营马多毙，得景辰所中马二万四千馀，始克济战。继巡乾清、坤宁两宫工，力循舊草，嚴核滥溢，虽與中貴龃龉，然卒服其廉正。循例归省，卒，著有《焚余稿》。

## 家族
曾祖刘盛。祖父刘瑞。父刘应鹏。